# The Chevin (Band)
The Chevin ist eine englische Indie-Rock-Band aus Leeds in West Yorkshire, die 2010 gegründet wurde.

## Geschichte
Die Band formte sich in der Kleinstadt Otley, die in einem Tal am Rand von Leeds an der Wharfe liegt. Südlich von Otley erstreckt sich eine Hügelkette, deren Namen „The Chevin“ ist – daher hat die Band auch ihren Namen. Im Alter von zwölf Jahren begannen die Schulfreunde Coyle Girelli und Mat Steel hier mit dem Schreiben eigener Titel und versuchten sich dann in den Jahren darauf in der benachbarten Großstadt einen Namen zu machen. Girelli, der passionierter Nirvana-, Oasis- und Beatles-Fan ist, übernahm dabei den Gesang und begleitete wie auch Mat Steel mit der Gitarre. Schnell lernten sie auch Jon Langford kennen, der die beiden fortan als Bassist unterstützte. Doch erst als sie 2010 den ebenfalls aus Otley stammenden Mal Taylor trafen, schien die Band für größere Aufgaben bereit zu sein.
Im Frühjahr 2011 lernten The Chevin den Produzenten Noah Shain aus Los Angeles kennen, mit dem sie in der Sonic Ranch, einem Studiokomplex südlich von El Paso im US-Bundesstaat Texas, einige selbst komponierte Titel aufnahmen. Nur kurze Zeit später wurde das Label Fierce Panda Records auf die Band aufmerksam, bot einen Plattenvertrag an und veröffentlichte daraufhin die erste EP The Champion. Nachdem insbesondere der Titeltrack in Großbritannien von verschiedenen Radiostationen gespielt wurde, erhielt die Band im November 2011 die Chance, The Airborne Toxic Event auf einer vierwöchigen UK-Tour zu begleiten. Noch im selben Jahr unterstützten sie die White Lies als Vorband bei ihrer Winter-Stadiontour. Anfang 2012 begleiteten sie The Pigeon Detectives in einem gemeinsamen Tourbus bei einer Europatour mit insgesamt 16 Auftritten. Der Durchbruch gelang schließlich im März bei dem SXSW-Festival in Austin/Texas (USA). Nach dem stetig wachsendem Erfolg kümmerte sich die Band ab April 2012 um die Fertigstellung ihres ersten Studioalbums Borderland, das in den USA am 25. September 2012 erschienen ist und in Europa am 15. Oktober 2012 in Großbritannien debütieren wird. In Deutschland wird das Album von Sony Music verlegt und soll offiziell am 19. Oktober 2012 veröffentlicht werden.
Am 29. August 2012 hatte die Band bei der Late Show with David Letterman ihr Debüt im US-Fernsehen und spielte dort live vor einem Millionenpublikum ihre erste Single Champion, die am gleichen Tag als MP3-Download veröffentlicht wurde. Der Titel Champion ist auch auf dem Soundtrack der Fußballsimulation FIFA 13 vertreten.

## Diskografie

### Alben
- 2012: Borderland

### EPs
- 2011: The Champion

### Singles
- 2012: Champion